# Augustin Guyau
Pour les articles homonymes, voir Guyau.
Augustin Antoine André Guyau, né le 13 décembre 1883 à Menton (Alpes-Maritimes) et décédé le 1er juillet 1917 à Esnes-en-Argonne (Meuse), est un philosophe français. 
Il était le fils de Jean-Marie Guyau et de Barbe Marguerite André dite Pierre Ulric, ainsi que le petit-fils d'Augustine Fouillée (née Tuillerie), dite G. Bruno, femme de lettres remariée avec le philosophe Alfred Fouillée, dont il édita l'ouvrage Humanitaires et libertaires au point de vue sociologique et moral .
Mobilisé lors de la Première Guerre mondiale, il combat comme sergent au 356e régiment d'infanterie lorsqu'il est tué en 1917.

## Œuvres
- La philosophie et la sociologie d'Alfred Fouillée, Paris, F. Alcan, "Bibliothèque de philosophie contemporaine", 1913.
- Œuvres posthumes : voyages, feuilles volantes, journal de guerre, suivis d'une notice sur l'auteur par Paul Janet, Paris, F. Alcan, 1919.